# Chamaeleo goetzei
Chamaeleo goetzei este o specie de cameleon din genul Chamaeleo, familia Chamaeleonidae, ordinul Squamata, descrisă de Tornier 1899.

## Subspecii
Această specie cuprinde următoarele subspecii:
- C. g. goetzei
- C. g. nyikae